# Warragamba River
Warragamba River är ett vattendrag i Australien. Det ligger i delstaten New South Wales, i den sydöstra delen av landet, omkring 55 kilometer väster om delstatshuvudstaden Sydney.
I omgivningarna runt Warragamba River växer huvudsakligen savannskog. Runt Warragamba River är det tätbefolkat, med 356 invånare per kvadratkilometer. Genomsnittlig årsnederbörd är 1 267 millimeter. Den regnigaste månaden är februari, med i genomsnitt 216 mm nederbörd, och den torraste är juli, med 25 mm nederbörd.